# Dendrobium womersleyi
Dendrobium womersleyi är en orkidéart som beskrevs av Thomas M. Reeve. Dendrobium womersleyi ingår i släktet Dendrobium och familjen orkidéer.
Artens utbredningsområde är Papua Nya Guinea.

## Underarter
Arten delas in i följande underarter:
- D. w. autophilum
- D. w. womersleyi